# Bastien Stil
Bastien Stil est un chef d'orchestre français. Depuis le 4 septembre 2024 il est le chef des trois formations (harmonie, symphonique et cordes) de l'Orchestre de la Garde républicaine. 

## Biographie
Bastien Stil est pianiste de formation, tubiste et chef d'orchestre. Il débute l'apprentissage du piano avec Pierre Duvauchelle (élève de Marguerite Long et Marcel Dupré) puis les cuivres et la direction d'orchestre au Havre et à Rouen. Il est admis dans ces mêmes disciplines au Conservatoire national supérieur de musique et de danse de Paris dont il est diplômé en 2001.
En 2003, il crée et dirige avec Clément Saunier Æolus Brass Band, un orchestre de trente cuivres jouant des transcriptions de grandes œuvres allant de la musique symphonique à l'opéra en passant par la musique de film, puis le Spirit of Chicago Orchestra, orchestre de danse recréant le répertoire des années 20 et 30, dont il assure la direction artistique et musicale depuis le piano, avec lequel il apparaît sur nombre de scènes comme l'auditorium Dutilleux à Bordeaux.
Dans le même temps, il mène une carrière instrumentale indépendante au sein des orchestres symphoniques parisiens (Orchestre national de France, Opéra de Paris, Orchestre de Paris, Orchestre philharmonique de Radio France) et participe aux enregistrements et concerts de musiciens de jazz comme Laurent Dehors, Pierre de Bethmann, Patrice Caratini ou les frères Lionel et Stéphane Belmondo.
À partir de 2010 il oriente sa carrière vers la direction d'orchestre en complétant sa formation auprès de Neil Thomson (en) à Londres, John Farrer aux États-Unis et Antony Hermus dont il devient l'assistant à l'Orchestre de l'Opéra de Rouen.
Il est dès lors invité à diriger les orchestres nationaux de Bordeaux, Toulouse, Lille, Strasbourg, des pays de la Loire, de Monte-carlo, Rotterdam, de la Suisse romande, de Radio France, l'Orchestre national d'Île-de-France, de la BBC ou l'Ensemble intercontemporain et, à la suite de sa collaboration avec Wayne Shorter, John Patitucci, Brian Blade et Danilo Perez, il dirige la tournée symphonique d'Avishai Cohen depuis 2015. 
En 2018, il est lauréat du premier Concours de direction de Bucarest.
Éclectique, tel qu'il se définit lui-même, il collabore également à la tête de ces grandes formations avec Sarah Nemtanu, Vanessa Wagner, Raphaelle Moreau, Jean-Paul Gasparian, Henri Demarquette, Roberto Alagna, mais aussi Stacey Kent, Bernard Lavilliers, Arthur H ou Philippe Katerine, alternant le répertoire symphonique, la création contemporaine (Raphael Cendo, David Hudry, Bastien David, Sasha Blondeau), la musique de film (Philippe Sarde, Michel Legrand, Maurice Jarre, Howard Shore,  Philippe Rombi) ou la comédie musicale.
Recruté sur concours, il prend la succession de François Boulanger le 4 septembre 2024 à la tête des trois formations (harmonie, symphonique et cordes) de l'Orchestre de la Garde républicaine,.

## Enregistrements
- Modernisme, Sarah Nemtanu (violon), Orchestre symphonique national d'Ukraine, Bastien Stil (direction), Klarthe (édition) Harmonia Mundi (distribution), Great concert studio of the national radio company ok Ukraine, 4 et 5 décembre 2016 : Ballade Op. 24 (Boris Liatochinski), Concerto pour violon et orchestre Op. 87 (Dimitri Tchesnokov), Symphonie n° 1 Op. 10 (Dmitri Chostakovitch) (BNF 45859517)